# Genç
Pour les articles homonymes, voir Genç (homonymie).
Genç est une ville et un district de la province de Bingöl dans la région de l'Anatolie orientale en Turquie.
Historiquement c'est une ville ottomane.